# مگاچیرا

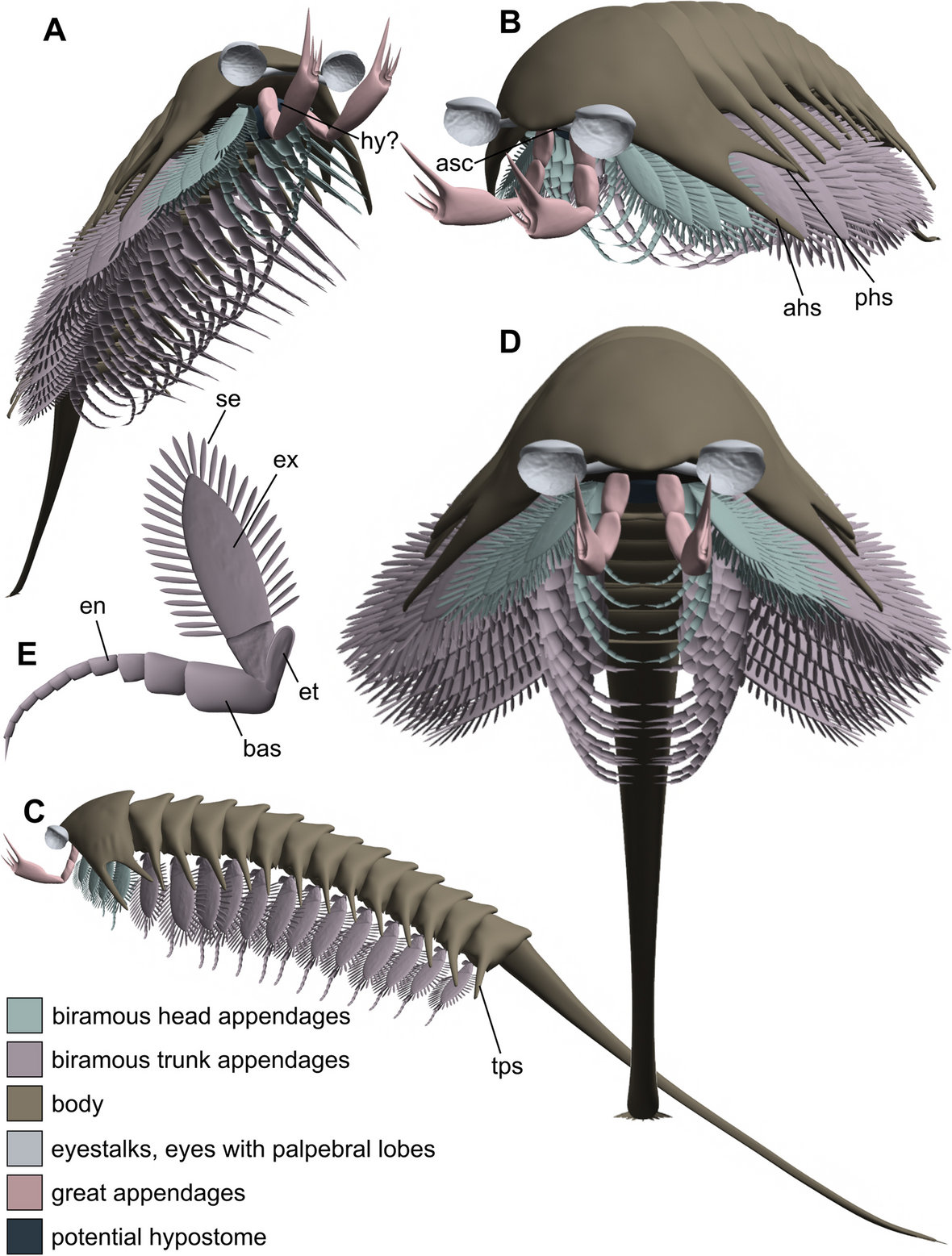
مدل سه‌بعدی Tanglangia longicaudata. en=endopod, ex=exopod

مگاچیرا (به لاتین: Megacheira) ("دست‌های بزرگ"، و همچنین از نظر تاریخی بندپایان زائده بزرگ) یک رده منقرض‌شده از بندپایان شکارگر است که با داشتن "زائده‌های بزرگ" خاردار تعریف شده‌اند. موقعیت طبقه‌بندی آنها چالش‌برانگیز است، زیرا مطالعات آنها را اردوپودهای گروه تاج یا گیره‌داران گروه ساقه‌ای در نظر می‌گیرند. تشابه ضمائم بزرگ به ضمائم سفالیک دیگر بندپایان نیز چالش‌برانگیز است. اعضای بی‌رقیب این گروه در محیط‌های دریایی در سراسر جهان از کامبرین پایین تا میانی حضور داشتند.